# Grande Prêmio de Mônaco de 2009
Resultados do Grande Prêmio de Mônaco de Fórmula 1 realizado em Montecarlo em 24 de maio de 2009. Sexta etapa do campeonato, foi vencido pelo britânico Jenson Button, que subiu ao pódio junto a Rubens Barrichello numa dobradinha da Brawn-Mercedes, com Kimi Räikkönen em terceiro pela Ferrari.

## Resumo
- Primeiro pódio da Ferrari em 2009.

## Classificação da prova
Carros com KERS estão marcados com "‡"

### Treinos classificatórios
| Pos.   | Nº | Piloto               | Equipe               | Q1       | Q2       | Q3       | Grid | Notas      |
| ------ | -- | -------------------- | -------------------- | -------- | -------- | -------- | ---- | ---------- |
| 1      | 22 | Jenson Button        | Brawn-Mercedes       | 1:15.210 | 1:15.016 | 1:14.902 | 1    |            |
| 2      | 4‡ | Kimi Räikkönen       | Ferrari              | 1:15.746 | 1:14.514 | 1:14.927 | 2    |            |
| 3      | 23 | Rubens Barrichello   | Brawn-Mercedes       | 1:15.425 | 1:14.829 | 1:15.077 | 3    |            |
| 4      | 15 | Sebastian Vettel     | Red Bull-Renault     | 1:15.915 | 1:14.879 | 1:15.271 | 4    |            |
| 5      | 3‡ | Felipe Massa         | Ferrari              | 1:15.340 | 1:15.001 | 1:15.437 | 5    |            |
| 6      | 16 | Nico Rosberg         | Williams-Toyota      | 1:15.094 | 1:14.846 | 1:15.455 | 6    |            |
| 7      | 2‡ | Heikki Kovalainen    | McLaren-Mercedes     | 1:15.495 | 1:14.809 | 1:15.516 | 7    |            |
| 8      | 14 | Mark Webber          | Red Bull-Renault     | 1:15.260 | 1:14.825 | 1:15.653 | 8    |            |
| 9      | 7  | Fernando Alonso      | Renault              | 1:15.898 | 1:15.200 | 1:16.009 | 9    |            |
| 10     | 17 | Kazuki Nakajima      | Williams-Toyota      | 1:15.930 | 1:15.579 | 1:17.344 | 10   |            |
| 11     | 12 | Sébastien Buemi      | Toro Rosso-Ferrari   | 1:15.834 | 1:15.833 |          | 11   |            |
| 12     | 8  | Nelson Piquet Jr.    | Renault              | 1:16.013 | 1:15.837 |          | 12   |            |
| 13     | 21 | Giancarlo Fisichella | Force India-Mercedes | 1:16.063 | 1:16.146 |          | 13   |            |
| 14     | 11 | Sébastien Bourdais   | Toro Rosso-Ferrari   | 1:16.120 | 1:16.281 |          | 14   |            |
| 15     | 20 | Adrian Sutil         | Force India-Mercedes | 1:16.248 | 1:16.545 |          | 15   |            |
| 16     | 1‡ | Lewis Hamilton       | McLaren-Mercedes     | 1:16.264 |          |          | 19   | [ nota 2 ] |
| 17     | 6  | Nick Heidfeld        | BMW Sauber           | 1:16.264 |          |          | 16   |            |
| 18     | 5  | Robert Kubica        | BMW Sauber           | 1:16.405 |          |          | 17   |            |
| 19     | 9  | Jarno Trulli         | Toyota               | 1:16.584 |          |          | 18   |            |
| 20     | 10 | Timo Glock           | Toyota               | 1:16.788 |          |          | 20   | [ nota 3 ] |
| Fonte: |    |                      |                      |          |          |          |      |            |

### Corrida
| Pos.   | Nº | Piloto               | Construtor           | Voltas | Tempo/Diferença | Grid | Pontos |
| ------ | -- | -------------------- | -------------------- | ------ | --------------- | ---- | ------ |
| 1      | 22 | Jenson Button        | Brawn-Mercedes       | 78     | 1:40:44.282     | 1    | 10     |
| 2      | 23 | Rubens Barrichello   | Brawn-Mercedes       | 78     | + 7.666         | 3    | 8      |
| 3      | 4  | Kimi Räikkönen       | Ferrari              | 78     | + 13.442        | 2    | 6      |
| 4      | 3  | Felipe Massa         | Ferrari              | 78     | + 15.110        | 5    | 5      |
| 5      | 14 | Mark Webber          | Red Bull-Renault     | 78     | + 15.730        | 8    | 4      |
| 6      | 16 | Nico Rosberg         | Williams-Toyota      | 78     | + 33.586        | 6    | 3      |
| 7      | 7  | Fernando Alonso      | Renault              | 78     | + 37.839        | 9    | 2      |
| 8      | 11 | Sébastien Bourdais   | Toro Rosso-Ferrari   | 78     | + 1:03.142      | 14   | 1      |
| 9      | 21 | Giancarlo Fisichella | Force India-Mercedes | 78     | + 1:05.040      | 13   |        |
| 10     | 10 | Timo Glock           | Toyota               | 77     | + 1 volta       | 20   |        |
| 11     | 6  | Nick Heidfeld        | BMW Sauber           | 77     | + 1 volta       | 16   |        |
| 12     | 1  | Lewis Hamilton       | McLaren-Mercedes     | 77     | + 1 volta       | 19   |        |
| 13     | 9  | Jarno Trulli         | Toyota               | 77     | + 1 volta       | 18   |        |
| 14     | 20 | Adrian Sutil         | Force India-Mercedes | 77     | + 1 volta       | 15   |        |
| 15     | 17 | Kazuki Nakajima      | Williams-Toyota      | 76     | Acidente        | 10   |        |
| Ret    | 2  | Heikki Kovalainen    | McLaren-Mercedes     | 51     | Acidente        | 7    |        |
| Ret    | 5  | Robert Kubica        | BMW Sauber           | 28     | Freios          | 17   |        |
| Ret    | 15 | Sebastian Vettel     | Red Bull-Renault     | 15     | Acidente        | 4    |        |
| Ret    | 8  | Nelson Piquet Jr.    | Renault              | 10     | Colisão         | 12   |        |
| Ret    | 12 | Sébastien Buemi      | Toro Rosso-Ferrari   | 10     | Colisão         | 11   |        |
| Fonte: |    |                      |                      |        |                 |      |        |

## Tabela do campeonato após a corrida
| Pos.   | Piloto             | Pontos |
| ------ | ------------------ | ------ |
| 1      | Jenson Button      | 51     |
| 2      | Rubens Barrichello | 35     |
| 3      | Sebastian Vettel   | 23     |
| 4      | Mark Webber        | 19,5   |
| 5      | Jarno Trulli       | 14,5   |
| Fonte: |                    |        |

| Pos.   | Construtor       | Pontos |
| ------ | ---------------- | ------ |
| 1      | Brawn-Mercedes   | 86     |
| 2      | Red Bull-Renault | 42,5   |
| 3      | Toyota           | 26,5   |
| 4      | Ferrari          | 17     |
| 5      | McLaren-Mercedes | 13     |
| Fonte: |                  |        |

- Nota: Somente as primeiras cinco posições estão listadas.